# Semaeopus munata
Semaeopus munata är en fjärilsart som beskrevs av W. Warren 1906. Semaeopus munata ingår i släktet Semaeopus och familjen mätare. Inga underarter finns listade i Catalogue of Life.